# Список часових поясів
У списку відображено інформацію про всі часові пояси світу за зміщенням від UTC, які використовуються зараз та/або використовувалися будь коли в минулому
| Зміщення від UTC | Території, місцеві назви | Роки використання |
| ---------------- | --- | --- |
| UTC+14           | Острови Лайн Літній час Тонґа Чукотський літній час                                                                                                  | 1995 — дотепер 1999/00 — 2001/02, 2016/17 1981 |
| UTC+13:45        | Чатемський літній час | 1974 — дотепер |
| UTC+13           | Час островів Фенікс Час Тонґа Чукотський час Камчатський літній час Новозеландський літній час Літній час Фіджі                                      | 1995 - дотепер 1941 — дотепер 1930—1982 1981—2009 1974 — дотепер 1998—2000, 2009 — дотепер                                                                 |
| UTC+12:45        | Чатемський стандартний час | 1957 — дотепер |
| UTC+12:30        | Новозеландський літній час Літній час Норфолку | 1927/28 1974/75 |
| UTC+12           | Новозеландський стандартний час Камчатський час Магаданський час Чукотський час Стандартний час Фіджі Час Маршаллових островів Час островів Ґілберта | 1946 — дотепер 1930—1991, 1992—2010, 2011 — дотепер 2011—2014 1924—1930, 1982—1991, 1992—2010, 2011 — дотепер 1915 — дотепер 1979 — дотепер 1901 — дотепер |
| UTC+11:30        | Час Норфолку | 1950 — 2015 |
| UTC+11           | Владивостоцький час Магаданський час Камчатський час Чукотський час                                                                                  | 2011 — 2014 1930—1991, 1992—2011, 2016 — дотепер 1924—1930, 1991—1992, 2010—2011 1991—1992, 2010—2011                                                      |
| UTC+10:30        | Час острова Лорд-Гау | 1982 — |
| UTC+10           | Східний час Австралії | 1895 — |
| UTC+9:45         | Західно-центральний літній час Австралії | 1917…2008/09 |
| UTC+9:30         | Центральний час Австралії | 1895 |
| UTC+9            | Японський час | з 1888 |
| UTC+8:45         | Західно-центральний час Австралії | з 1899 |
| UTC+8:30         | Корейський час Пхеньянський час | до 1964 2015 — 2018 |
| UTC+8:20         | Малайзійський східний літній час | 1933 — 1935 |
| UTC+8            | Пекінський час | 1912-дотепер |
| UTC+7:30         | Індонезійський західний час | 1933 — 1964 (з перервами) |
| UTC+7:20         | Індонезійський західний час | 1923 — 1932 |
| UTC+7            | Індокитайський час Індонезійський західний час Омський час Росії Новосибірський час Росії Красноярський час Росії Іркутський час Росії               | з 1911 з 1964 2011 — 2014 1931 — 1991, 1992—1993, 2011—2014, 2016 — дотепер 1931 — 1991, 1992—2011, 2014 — дотепер, 2016 1920 — 1931, 1991—1992            |
| UTC+6:30         | Час М'янми | … |
| UTC+6            | Час Банґладешу | … |
| UTC+5:45         | Час Непалу | 1986 — |
| UTC+5:40         | Час Непалу | 1920 — 1986 |
| UTC+5:30         | Індійський час | 1942 — |
| UTC+5            | Пакистанський час | 1950 — |
| UTC+4:30         | Афганський час | 1945 — |
| UTC+4            | D — Часовий пояс Дельта | |
| UTC+4            | NUT — Час Маврикію | 1907 — донині |
| UTC+4            | SCT — Сейшельський час | 1907 — донині |
| UTC+4            | RET — Час Реюньйону | 1911 — донині |
| UTC+4            | MSD — Московський літній час | 1919 — (з перервами) — 2011 |
| UTC+4            | GST — Стандартний час Затоки | 1920 — донині |
| UTC+4            | IRST — Іранський стандартний час | 1977 — 1978 |
| UTC+4            | TRST — Турецький літній час | 1978 — 1983 |
| UTC+4            | ADT — Аравійський літній час | 1982 — 2007 |
| UTC+4            | GET — Грузинський літній час | 1990 — 1994, 2004. |
| UTC+4            | YEKT — Єкатеринбурзький час | 1991 — 1992 |
| UTC+4            | AMST — Вірменський літній час | 1991 — 1995 |
| UTC+4            | AZST — Азербайджанський літній час | 1991 — 1992 |
| UTC+4            | SAMT — Самарський час | 1992 — 2010, 2014 — донині |
| UTC+4            | AZT — Азербайджанський час | 1992 — донині |
| UTC+4            | GET — Грузинський час | 1994 — 2004, 2005 — донині |
| UTC+4            | AMT — Вірменський час | 1995 — донині |
| UTC+4            | MSK — Московський час | 2011 — 2014 |
| UTC+3:30         | Іранський стандартний час | 1978 — |
| UTC+3            | Білоруський час | 2011 — |
| UTC+2:45         | Кенійський час | до 1960 |
| UTC+2:30         | Сомалійський час | до 1955 |
| UTC+2            | Часова зона Браво: - Східноєвропейський час - Київський час - Південноафриканський час                                                               | …. |
| UTC+1:30         | Південноафриканський час | 1898 — 1903 |
| UTC+1:20         | Нідерландський літній час | 1919 — 1939 |
| UTC+1            | Центральноєвропейський час | 1891 — дотепер |
| UTC+0:30         | Бернський час | 1880 — 1894 |
| UTC+0:20         | Нідерландський час | 1835 — 1940 |
| UTC+0            | Західноєвропейський час | 1847 — дотепер |
| UTC+0            | EGST — Східноґренландський літній час | 1981 — 2023 |
| UTC-0:20         | Літній час Сьєрра-Леоне | 1932 — 1942 |
| UTC-0:45         | Час Ліберії | до 1972 |
| UTC-1            | Час Кабо-Верде | 1975 — |
| UTC-1            | EGT — Східноґренландський час | 1981 — 2024 |
| UTC-1            | CGST — Центральноґренландський літній час | з 2024 |
| UTC-1:30         | Ньюфаундлендський подвійний літній час | 1988 |
| UTC-2            | Бразильський Атлантичний час | 1914 |
| UTC-2            | CGT — Центральноґренландський час | 1916 — 1980, з 2023 |
| UTC-2            | WGST — Західноґренландський літній час | 1980 — 2022 |
| UTC-2:30         | Ньюфаундлендський літній час | 1918 — |
| UTC-3            | WGT — Західноґренландський час | 1916 — 2023 |
| UTC-3            | Аргентинський час | 1969 — |
| UTC-3:30         | Ньюфаундлендський стандартний час | 1918 — дотепер |
| UTC-3:45         | Час Гаяни | до 1972 |
| UTC-4            | Атлантичний час Північної Америки | 1884 |
| UTC-4:30         | Венесуельський час | 1912 — 1965, 2007—2016 |
| UTC-4:40         | Домініканський час | … |
| UTC-5            | Східний час Північної Америки | 1883 — дотепер |
| UTC-5:30         | Літній час Белізу | 1918/19 — 1941/42 |
| UTC-6            | Центральний час Північної Америки Східний час Мексики, час Затоки у Мексиці Центральний час Мексики                                                  | з 1883 1922-1932 з 1932 |
| UTC-7            | Гірський час Північної Америки Центральний час Мексики Тихоокеанський час Мексики                                                                    | з 1883 1922…1932 з 1942 |
| UTC-8            | Тихоокеанський час Північної Америки | 1883 — дотепер |
| UTC-8:30         | Час Піткерну | до 1998 |
| UTC-9            | Час Аляски | 1983 — |
| UTC-9:30         | Маркізький час Полінезії | 1901 — |
| UTC-10           | Гавайський час | 1946 — |
| UTC-10:30        | Час островів Кука | до 1978 — |
| UTC-10:40        | Час островів Лайн | до 1978 |
| UTC-11           | Час Самоа | 1950 — 2011 |
| UTC-11:20        | Час Ніуе | до 1950 |
| UTC-11:30        | Час Самоа | 1901 — 1950 |
| UTC-12           | Час Бейкер | з 1901 |